# Куроне
Куро́не (итал. Curone) — река в Италии, правый приток По, протекает по территории Пьемонта и Ломбардии.
Длина — 50 км. Истоки реки находятся на высоте около 1500 м над уровнем моря на горе Монте-Гараве на границе провинций Алессандрия (Пьемонт) и Павия (Ломбардия), по которой и протекает в долине Валь-Куроне, впадая в реку По на территории коммуны Корана.
Русло в основном галечное, притоки — небольшие ручьи. Расход воды в течение года сильно различается — от небольшого ручейка в сухой период до мощного потока после ливней.